# Dendrelaphis bifrenalis
Dendrelaphis bifrenalis is een slang uit de familie toornslangachtigen (Colubridae) en de onderfamilie Ahaetuliinae.

## Naam en indeling
De wetenschappelijke naam van de soort werd voor het eerst voorgesteld door George Albert Boulenger in 1890. Oorspronkelijk werd de wetenschappelijke naam Dendrophis bifrenalis gebruikt.

## Verspreiding en habitat
De soort komt voor in delen van zuidelijk Azië en leeft endemisch in Sri Lanka. De habitat bestaat uit zowel vochtige als drogere tropische en subtropische bossen en zowel vochtig als droog scrubland. De soort is aangetroffen tot op een hoogte van ongeveer 910 meter boven zeeniveau.

## Beschermingsstatus
Door de internationale natuurbeschermingsorganisatie IUCN is de beschermingsstatus 'veilig' toegewezen (Least Concern of LC).